# Plostin
Plostin (szlovákul: Ploštín) Liptószentmiklós város része egykor önálló község Szlovákiában, a Zsolnai kerület Liptószentmiklósi járásában.

## Fekvése

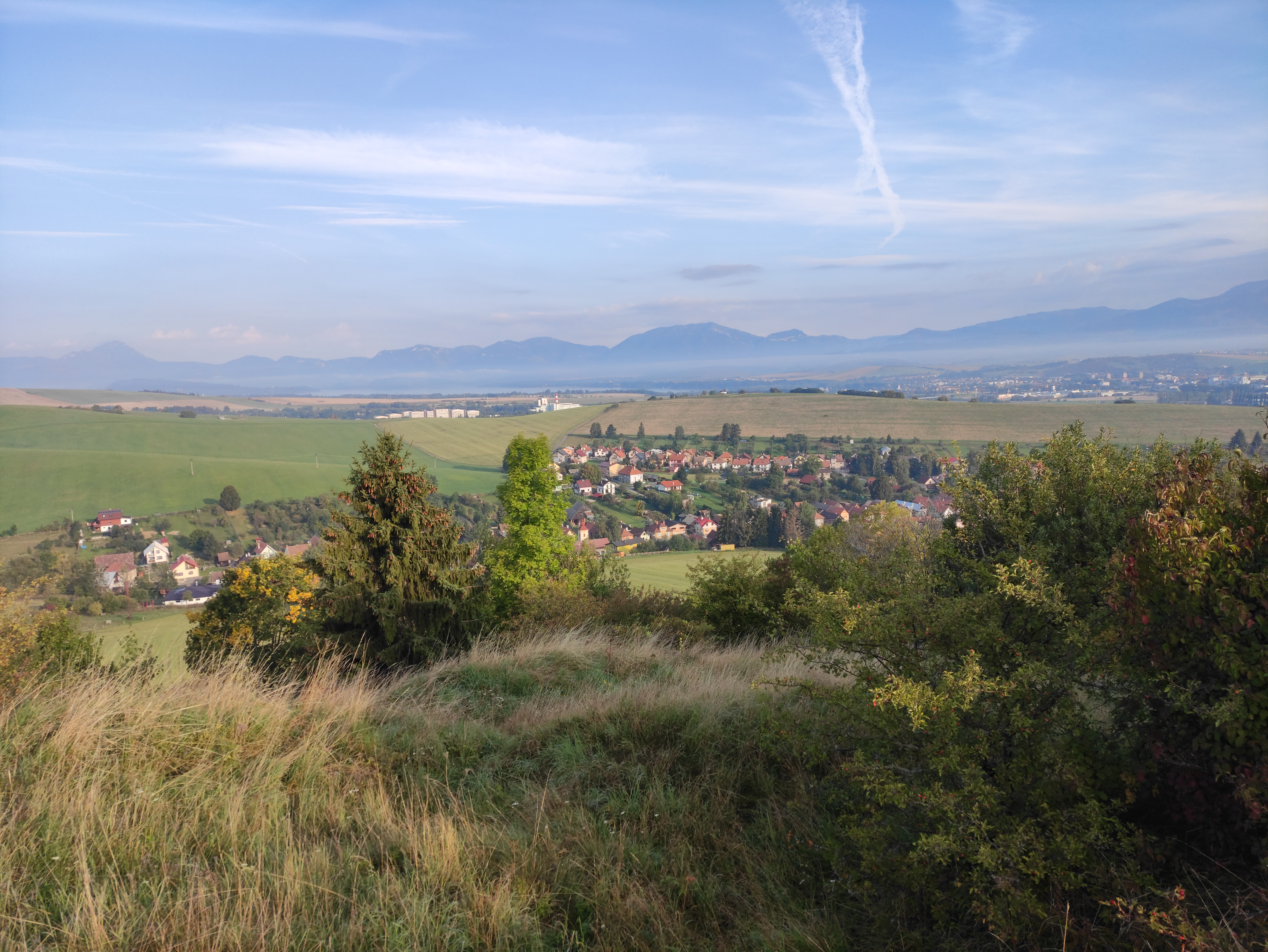
Látkép

A városközponttól 3 km-re délre, a Liptói-medencében 635 m magasan fekszik. A Rohácska, Jamy, Plostin és Tretiny nevű hegyek határolják.

## Története
A régészeti leletek tanúsága szerint a határában fekvő Rohacska-hegyen bronzkori település állt.
A falut 1263-ban említik először. Lakói mezőgazdasággal, kézművességgel foglalkoztak.
A 18. század végén Vályi András így ír róla: „PLOSTIN. Tót falu Liptó Vármegyében, földes Ura a’ Királyi Kamara, lakosai katolikusok, fekszik Sz. Miklósnak szomszédságában, mellynek filiája, határja is hozzá hasonlító.”
Fényes Elek 1851-ben kiadott geográfiai szótárában így ír a faluról: „Plostin (Illanova), tót f., Liptó vgyében, 15 kath., 510 evang. lak., kik juhtartásból és fuvarozásból élnek. F. u. a kamara. Ut. p. Okolicsna.”
1910-ben 546 szlovák lakosa volt. A trianoni diktátumig Liptó vármegye Liptószentmiklósi járásához tartozott.
1970-ben 555 szlovák lakta. 1976-óta Liptószentmiklós része.

## Külső hivatkozások
- Plostin Szlovákia térképén

## Lásd még
- Liptószentmiklós
- Andaháza
- Andrásfalu
- Benic
- Bodafalu
- Deménfalu
- Illanó
- Kispalugya
- Okolicsnó és Sztosháza
- Verbic
- Vitálisfalu